# Sandra Deilmann
Sandra Deilmann (* 11. Oktober 1983 in Essen) ist eine ehemalige deutsche Fußballspielerin.

## Karriere
Deilmann begann ihre Laufbahn 1990 beim SV Essen-Burgaltendorf und wechselte 1996 zur SG Essen-Schönebeck. Dort spielte sie später in der Fußball-Regionalliga West und stieg 2004 in die Bundesliga auf. 2009 wechselte Deilmann zum Absteiger Herforder SV in die 2. Bundesliga und erreichte 2010 den Wiederaufstieg in die Bundesliga. Anschließend wechselte sie wieder in die 2. Bundesliga zur zweiten Mannschaft des FCR 2001 Duisburg.
2011 beendete Deilmann ihre aktive Laufbahn und wurde Co-Trainerin beim FCR 2001 Duisburg II.

## Erfolge
- Aufstieg in die Bundesliga 2004 und 2010